# Startling Stories
Startling Stories fue una revista de ciencia ficción publicada entre 1939 y 1955 por la editorial Standard Magazines de Ned Pines. Fue dirigida inicialmente por Mort Weisinger, quien era también el director de Wonder Stories, otro título de Standard. Las novelas publicadas en Startling fueron líderes en cada edición: la primera La llama negra (The Black Flame) de Stanley G. Weinbaum. Cuando Standard Magazines adquirió Thrilling Wonder en 1936,también adquirió los derechos de obras publicadas con anterioridad en esa revista, por lo que se publicaron en Startling reimpresiones de algunas de ellas. Durante la época de Weisinger la revista se especializó en los lectores jóvenes, y cuando fue reemplazado por Oscar J. Friend en 1941, la revista se volvió aún más juvenil, con tapas modernas y correo de lectores respondido por un Sargento Saturno. Friend fue reemplazado por Sam Merwin, Jr. en 1945, quien fue capaz de mejorar sustancialmente la calidad de lo publicado, incluyendo Contra la caída de la noche de Arthur C. Clarke
La mayoría de las portadas de Startling las pintó Earle K. Bergey, quien estuvo fuertemente asociado con la revista entre 1942 y 1952. Fue conocido por equipar a sus heroínas con sujetadores de metal, y ropajes inverosímiles, y la imagen pública de la ciencia ficción en su época fue en parte generada por su trabajo en Startling y otras revistas. Merwin dejó la empresa en 1951, y su puesto fue ocupado por Samuel Mines; la calidad permaneció alta, pero la aparición de nuevos competidores como Galaxy Science Fiction y The Magazine of Fantasy & Science Fiction impactó en la habilidad de Mines para adquirir material. A mediados de 1952 Standard intentó modificar la imagen de la revista adoptando una tipografía de títulos más sobria y reduciendo el sensacionalismo de las portadas, pero para 1955 el mercado de las revistas pulp estaba colapsando. Startling absorbió a sus publicaciones gemelas, Thrilling Wonder y Fantastic Story Magazine a principios de 1955, pero a fines de año dejó de publicarse.

## Historia
Aunque la ciencia ficción se había publicado antes de la década de 1920, no comenzó a fundirse en un género separado comercialmente hasta la aparición en 1926 de Amazing Stories, una revista Pulp publicada por Hugo Gernsback. A finales de la década de 1930 el campo estaba en auge.
Standard Magazines, una compañía pulp propiedad de Ned Pines adquirió su primera revista de ciencia ficción Wonder Stories a Gernsback en 1936. Mort Weisinger, el editor de Wonder Stories publicó en febrero de 1938 un editorial consultando a los lectores acerca de sugerencias para una revista gemela. La respuesta fue positiva, y la nueva revista, bautizada Startling Stories, fue debidamente puesta en marcha con una primera edición en formato pulp en enero de 1939.
Startling fue lanzada con frecuencia bimestral, en meses alternos con Thrilling Wonder Stories, pero en 1940 Thrilling cambió a mensual, frecuencia que duró durante más de un año. El primer director fue Mort Weisinger, que era un fanático activo a principios de 1930 y se había unido a Standard Magazines en 1935, editando en Thrilling Wonder desde 1936. Weisinger renunció en 1941 para asumir un nuevo puesto de director en Superman, y fue reemplazado por Oscar J. Friend, quien era un reconocido escritor de ficción pulp, por lo que su experiencia era más en western que en ciencia ficción. Durante la época de Friend Startling pasó de bimestral a trimestral. Friends estuvo solamente dos años, y para la edición del Invierno de 1945 fue reemplazado por Sam Merwin, Jr..
Marwin logró hacer a Startling popular y exitosa, y en 1947 se retomó la frecuencia bimestral. A comienzos de 1952 pasó a una frecuencia mensual, cuestión inusual en cuanto era la versión juvenil de Thrilling Wonder, su revista hermana, que permaneció bimestral. De acuerdo con el historiador de la ciencia ficción Robert Ewald, fue el único momento en que una revista de ciencia ficción juvenil de una editorial se convirtió en la publicación más exitosa. Merewin renunció poco después de este cambio, a fin de dedicar más tiempo a su profesión de escritor. Fue reemplazado por Samuel Mines, quien había trabajado en las publicaciones de western de Standard Magazines, y era aficionado a la ciencia ficción.
Street & Smith, una de las editoriales más antiguas y respetadas, cerró todas sus revistas del género pulp en el verano de 1949. El formato estaba m,uriendo, en parte gracias al éxito de las ediciones en rústica. Standard continuó publicando Startling y Thrilling, pero solo unos pocos años más. En 1954 Fredric Wertham publicó La seducción de los inocentes, un libro en el que aseguraba que las historietas incitaban a los niños a la violencia. Un subcomité del senado de los Estados Unidos realizó una audiencia para oponerse a las historietas, y las editoriales disminuyeron los títulos en respuesta. El impacto económico alcanzó a las revistas pulp, ya que la mayoría de las editoriales publicaban ambos géneros. Una huelga en 1955 de la American News Corporation, el principal distribuidor de Estados Unidos, hizo que las revistas quedaran en los depósitos y nunca llegaran a los quioscos: los ejemplares sin vender significaron un duro golpe financiero, y contribuyeron a la decisión de las editoriales de cerrar varias revistas. Startling fue una de las bajas. La edición ya se había reducido de mensual a bimestral en 1953, y pasó a trimestral en 1954. Thrilling Wonder publicó su última edición a principios de 1955, y luego fue unificada con Startling bajo el nombre de y con Fantastic Story Magazine, otra publicación hermanada, pero la combinación sólo duró tres ediciones. Mines renunció a la revista a fines de 1954; fue reemplazado por dos ediciones por Theron Raines, seguido por Herbert D. Kastle para las dos últimas. El último número fue fechado Otoño de 1955.

## Contenido y resultados

### La época de la guerra
Desde el principio cada edición de Startling contenía una novela completa, junto con uno o dos cuentos cortos; los cuentos largos no aparecieron teniendo en cuenta que era política de la editorial evitar series. Cuando Standard Magazines adquirió Wonder Stories en 1936, también adquirieron derechos para reimprimir los cuentos aparecidos allí, incluyendo Air Wonder Stories y Science Wonder Stories; en consecuencia Startling agregó un «Hall de la fama» con material de estas revistas en cada edición. La primera novela sobresaliente fue The Black Flame,una versión revisada de "Dawn of Flame", de Stanley Weinbaum, publicada previamente en una edición limitada de 250 copias. También hubo un homenaje a Weinbaum, escrito por Otto Binder; Weinbaum había muerto en 1935 y era muy recordado, así que si bien la historia no fue una de las mejores, sí fue una excelente publicidad para la revista. Otto y su hermano Earl también contribuyeron con un cuento, Science island, con su seudónimo conjunto Eando Binder. El Hall de la fama publicó «El hombre eterno» (1929) de D.D. Sharp. Otros destacados incluyeron un artículo ilustrado sobre Albert Einstein, y una colección de biografías abreviadas de científicos titulada «Emociones en la ciencia». El correo de lectores se denominó «Vibraciones del éter» y había una columna fija de crítica de fanzines, que proveía información de contacto para que los lectores pudieran obtenerlas directamente. Inicialmente las historias del Hall de la fama eran seleccionadas por el director, pero pronto Weisinger reclutó a reconocidos fans de la ciencia ficción para hacerlo.
Startling era popular, y pronto «alcanzó el centro de las revistas de ciencia ficción», según Mike Ashley. El objetivo eran los lectores jóvenes, y las mejores novelas fueron a menudo space operas de conocidos escritores pulp como Edmond Hamilton y Manly Wade Wellman. Además comenzaron a aparecer algunas ficciones fantásticas, contribución de escritores como Henry Kuttner. Estas historias iniciales de fantasía científica fueron populares entre los lectores, y contrastaba con la ciencia ficción dura que John W. Campbell publicaba en Astounding.
Weisinger publicó para agradar a los lectores jóvenes, y cuando Friend se convirtió en director en 1941, siguió adelante en esa dirección, dándole a la revista un aroma fuertemente juvenil. Por ejemplo, Friend introdujo al «Sargento Saturno», un personaje (originalmente de Thrilling Wonder Stories) que contestaba las cartas de los lectores, y aparecía en otras secciones de la revista. Muchos suscriptores encontraron este enfoque irritante.
Las ilustraciones internas fueron hechas inicialmente por Hans Wessolowski (usualmente conocido como «Wesso»),Mark Marchioni y Alex Schomburg, y ocasionalmente Virgil Finlay. La mayoría de las portadas las realizaron Rudolph Belarski y Howard Brown en los primeros años, pero cuando Earle Bergey comenzó a pintar tapas para Startling en 1941, rápidamente quedó identificado con la revista; entre 1942 y 1952 (año de la muerte de Bergey) hizo casi todas las tapas. Las tapas de Bergey eran visualmente impactantes: en palabras del director y crítico de ciencia ficción Malcolm Edwards, pintaba típicamente «un héroe resistente, una heroína desesperada» (ya sea con bikini metálico o en sugerente déshabillé) «y una horrible amenaza alienígena». El tema del sostén metálico vino a asociarse con Bergey, y sus tapas hicieron mucho por crear la imagen de la ciencia ficción que tendría el público en general.

### Merwin y después
Cuando Merwin asumió como director en 1945, quitó el aire juvenil, y pidió a Bergey que cambiara su estilo. Bajo la influencia de Merwin las tapas de Bergey se tornaron más realistas, y Merwin mejoró a Startling al punto de convertirla en un serio rival para Astounding, la reconocida líder del género. La opinión de los críticos varió respecto de la relativa calidad de ambas revistas en esta época; Malcom Edwards ubica a Startling en segundo lugar, pero Ashley consideraba a Thrilling Wonder como la competidora más cercana de Astounding a fines de la década de 1940. Los descubrimientos de Merwin incluyeron la primera novela de Jack Vance, El pensador mundial, publicada en el verano de 1945. También publicó regularmente trabajos de Henry Kuttner y C.L. Moore, que escribían respectivamente bajo el seudónimo de Kuttner y Keith Hammond: en el lapso de cuatro años entre 1946 y 1949 el equipo de escritores de Kuttner y Moore publicó siete novelas en Startling, la mayoría ciencia ficción fantástica, un subgénero no muy común en esa época. Entre las novelas notables que aparecieron a fines de la década de 1940 estaban Qué loco universo de Fredric Brown y Volar al ayer de Charles L. Harness, luego publicada en formato de libro como Los hombres paradojales. La novela de Arthur C. Clarke La ciudad y las estrellas se publicó por primera vez en Startling en forma abreviada en noviembre de 1948, bajo el título Contra la caída de la noche.
Una novela que no apareció en Startling fue Un guijarro en el cielo de Isaac Asimov, que Merwin había encargado al escritor a principios del verano de 1947. Asimov envió un borrador en septiembre, pero luego de leerlo Merwin pidió modificaciones: Leo Margulies, el jefe de Merwin, había decidido que la revista necesita enfocarse más en acción y aventura, y menos en historias celebrales del estilo de Astounding. Asimov se enfureció, rehusó modificar su obra, y nunca envió algo a Merwin nuevamente.
Otro personaje en el equipo de Standard Magazines era Captain Future, lanzado un año después de Startling, publicaba las aventuras del superhéroe homónimo. Cuando se incluye en la edición de la primavera de 1944, las series de novelas continuaron por un tiempo en las páginas de Startling; durante los siguientes seis años aparecieron diez novelas más de Captain Future, la última, Birthplace of Creation, se publicó en mayo de 1951.
Mines, el sucesor de Merwin, también publicó algunos trabajos excelentes, aunque la creciente competencia a principios de la década de 1950 entre Galaxy y The Magazine of Fantasy & Science Fiction llevó a cierta disminución de la calidad.
 y la Startling de uno a dos centavos por palabra no podía competir con las revistas líderes. Sin embargo, la política editorial de Startling era más ecléctica: no se limitaba a un tipo de historias, sino que publicaba cualquier tema desde space opera melodramática hasta ciencia ficción sociológica, y Mines tenía una reputación de «el gusto más católico y las menores inhibiciones» entre todos los directores de revistas de ciencia ficción. A fines de 1952, Mines publicó Los amantes de Philip José Farmer, una trama rompe tabúes sobre alienígenas que sólo pueden reproducirse mediante uniones con los humanos. El argumento introducía sexo en la trama, sin llegar a ser lascivo, y fue ampliamente elogiado. Farmer, en parte a causa de esta obra, ganó un Premio Hugo como «Nuevo escritor más promisorio». Entre los nuevos autores difundidos por Mines se encontraban Frank Herbert, que debutó en abril de 1952 con ¿Buscando algo? y Robert F. Young, cuya primera obra, The Black Deep Thou Wingest, se publicó en junio de 1953. El arte era también de alta calidad: las ilustraciones internas de Virgil Finlay «no tenían igual», según Robert Ewald. Otros reconocidos artistas que contribuyeron con su trabajo fueron Alex Schomburg y Kelly Freas.
El instantáneamente reconocible logotipo de Startling hacía pensar en las raíces pulp de la revista, y a principios de 1952 Mines decidió reemplazarlo por un tipo de letra más seria. La portada se volvió más sobria con naves espaciales reemplazando a las mujeres con sostén metálico. Con la edición de la primavera de 1955, a inicios de su año final, abandonó su vieja política de publicar una novela cada edición, y tres ediciones después la revista cerró.

## Detalles bibliográficos
| |      | Primavera | Primavera | Primavera | Verano | Verano | Verano | Otoño | Otoño | Otoño | Invierno | Invierno |
| | Ene  | Feb       | Mar       | Abr       | May    | Jun    | Jul    | Ago   | Sep   | Oct   | Nov      | Dic      |
| --- | ---- | --------- | --------- | --------- | ------ | ------ | ------ | ----- | ----- | ----- | -------- | -------- |
| 1939 | 1/1  |           | 1/2       |           | 1/3    |        | 2/1    |       | 2/2   |       | 2/3      |          |
| 1940 | 3/1  |           | 3/2       |           | 3/3    |        | 4/1    |       | 4/2   |       | 4/3      |          |
| 1941 | 5/1  |           | 5/2       |           | 5/3    |        | 6/1    |       | 6/2   |       | 6/3      |          |
| 1942 | 7/1  |           | 7/2       |           | 7/3    |        | 8/1    |       | 8/2   |       | 8/3      |          |
| 1943 | 9/1  |           | 9/2       |           |        | 9/3    |        |       |       | 10/1  |          |          |
| 1944 | 10/2 |           |           | 10/3      |        |        | 11/1   |       |       | 11/2  |          |          |
| 1945 | 11/3 |           |           | 12/1      |        |        | 12/2   |       |       | 12/3  |          |          |
| 1946 | 13/1 |           | 13/2      | 13/3      |        |        | 14/1   |       |       | 14/2  |          |          |
| 1947 | 14/3 |           | 15/1      |           | 15/2   |        | 15/3   |       | 16/1  |       | 16/2     |          |
| 1948 | 16/3 |           | 17/1      |           | 17/2   |        | 17/3   |       | 18/1  |       | 18/2     |          |
| 1949 | 18/3 |           | 19/1      |           | 19/2   |        | 19/3   |       | 20/1  |       | 20/2     |          |
| 1950 | 20/3 |           | 21/1      |           | 21/2   |        | 21/3   |       | 22/1  |       | 22/2     |          |
| 1951 | 22/3 |           | 23/1      |           | 23/2   |        | 23/3   |       | 24/1  |       | 24/2     |          |
| 1952 | 24/3 | 25/1      | 25/2      | 25/3      | 26/1   | 26/2   | 26/3   | 27/1  | 27/2  | 27/3  | 28/1     | 28/2     |
| 1953 | 28/3 | 29/1      | 29/2      | 29/3      | 30/1   | 30/2   |        | 30/3  |       | 31/1  |          |          |
| 1954 | 31/2 |           |           | 31/3      |        |        | 32/1   |       |       | 32/2  |          |          |
| 1955 | 32/3 |           |           | 33/1      |        |        | 33/2   |       |       | 33/3  |          |          |
| Ediciones de Startling Stories, mostrando número de volumen/edición, y código de color para indicar el director de cada edición. Estos fueron, en secuencia, Mort Weisinger, Oscar J. Friend, Sam Merwin, Jr., Samuel Mines, Theron Raines, y Herbert D. Kastle, aunque distintas fuentes difieren sobre quien fue director durante 1955. Subrayado indica que la edición fue marcada como trimestral (por ejemplo «Otoño 1949») en lugar de mensual. |      |           |           |           |        |        |        |       |       |       |          |          |

Los sucesivos directores de Startling fueron los siguientes:
- Mort Weisinger: enero 1939 - mayo 1941.
- Oscar J. Friend: julio 1941 - otoño 1944.
- Sam Merwin, Jr.: invierno 1945 - septiembre 1951.
- Samuel Mines: noviembre 1951 - otoño 1954.
- Theron Raines: invierno 1955 - primavera 1955.
- Herbert D. Kastle: verano 1955 - otoño 1955.

Startling fue una revista en formato pulp en todas sus 99 ediciones. Inicialmente tenía 132 páginas, con un precio de 15 centavos. El número de páginas se redujo en a 116 el verano de 1944 y luego volvió a aumentar a 148 páginas en la edición de marzo de 1948, momento en el que el precio era de 20 centavos. El precio aumentó de nuevo, a 25 centavos, en noviembre de 1948, y el número de páginas creció nuevamente a 180. En marzo de 1949 se redujo a 164 páginas, y en julio de 1951 a 148. En octubre de 1953 la edición fue de 132 páginas, y al año siguiente, en el otoño de 1954 de 116 páginas. la revista permaneció con este número de páginas y un precio de 25 centavos hasta su cierre.
La frecuencia bimestral se mantuvo hasta marzo de 1943, edición a la que siguió la de junio y luego la de otoño 1943. Esto inició una aparición trimestral que continuó hasta el otoño de 1946, excepto una edición adicional fechada «marzo» se insertó entre la del invierno y la de la primavera de 1946. El siguiente número, enero de 1947, comenzó otra secuencia bimestral, que se mantuvo sin interrupciones hasta noviembre de 1951. En la siguiente edición, enero de 1952, Startling cambió a una frecuencia semanal que duró hasta junio de 1953, cuya edición fue seguida por la de agosto y luego la de octubre de 1953 y la de enero de 1954. La edición siguiente fue la de la primavera de 1954, cuando la revista mantuvo una frecuencia trimestral hasta la última edición, en otoño de 1955.
Hubo reimpresiones británicas entre 1949 y 1954, editadas por Pemberton. Fueron fuertemente resumidas, a veces con solo una o dos historias y no más de 64 páginas, aunque las ediciones de octubre y diciembre de 1952 tuvieron 80 páginas. Se publicó en forma irregular: inicialmente una o dos veces al año, y luego más o menos bimestral a partir de mediados de 1952. Las ediciones se numeraron de la 1 a la 18. También aparecieron tres reimpresiones diferentes en Canadá con un total de entre 21 a 22 ediciones (las fuentes difieren en el número total). Publication Enterprises, Ltd imprimió seis ediciones trimestrales entre el verano de 1945 y el otoño de 1946; luego aparecieron otras tres ediciones bimestrales desde mayo a septiembre de 1948 de Pines Publications. Finalmente hubo 12 ediciones bimestrales entre marzo de 1949 y enero de 1951, por parte de Better Publications de Canadá. Todas estas ediciones eran casi idénticas a las norteamericanas, solo que media pulgada más altas en formato. Una revista mexicana, Enigmas publicada en 16 ediciones desde agosto de 1955 hasta mayo de 1958 incluyó varias reimopresiones, especialmente de Startling y también de Fantastic Story Magazine.

### Antologías
Se publicaron dos antologías a partir de las historias de Startling. En 1949 Merlin Press realizó From Off This World (De fuera de este mundo), editado por Leo Margulies y Oscar Friend, incluyendo obras aparecidas en el «Hall de la fama» de la revista. Luego en 1954 Samuel Mines produjo The Best from Startling Stories, publicado por Henry Holt; a pesar del título, las historias provenían de Startling y de Thrilling Wonder Stories. La antología fue reimpresa dos veces en el Reino Unido bajo diferentes títulos: como Startling Stories en 1954, publicado por Casell, y en 1956 como un libro de club de ciencia ficción Moment in Time.
 P. Schuyler Miller la elogió como "una excelente colección para cualquier estándar."